# Augustusberg (Nossen)
Augustusberg ist ein Gemeindeteil der Stadt Nossen im sächsischen Landkreis Meißen. Der Ort hieß ursprünglich Keseberg. Er wurde zu Ehren des sächsischen Kurfürsten Friedrich August I., bekannt als August der Starke, im Jahr 1705 in Augustusberg umbenannt. Die Eingemeindung nach Nossen erfolgte am 1. November 1935. Der Ort wird heute als Stadtteil zur Kernstadt von Nossen gezählt.

## Geographie

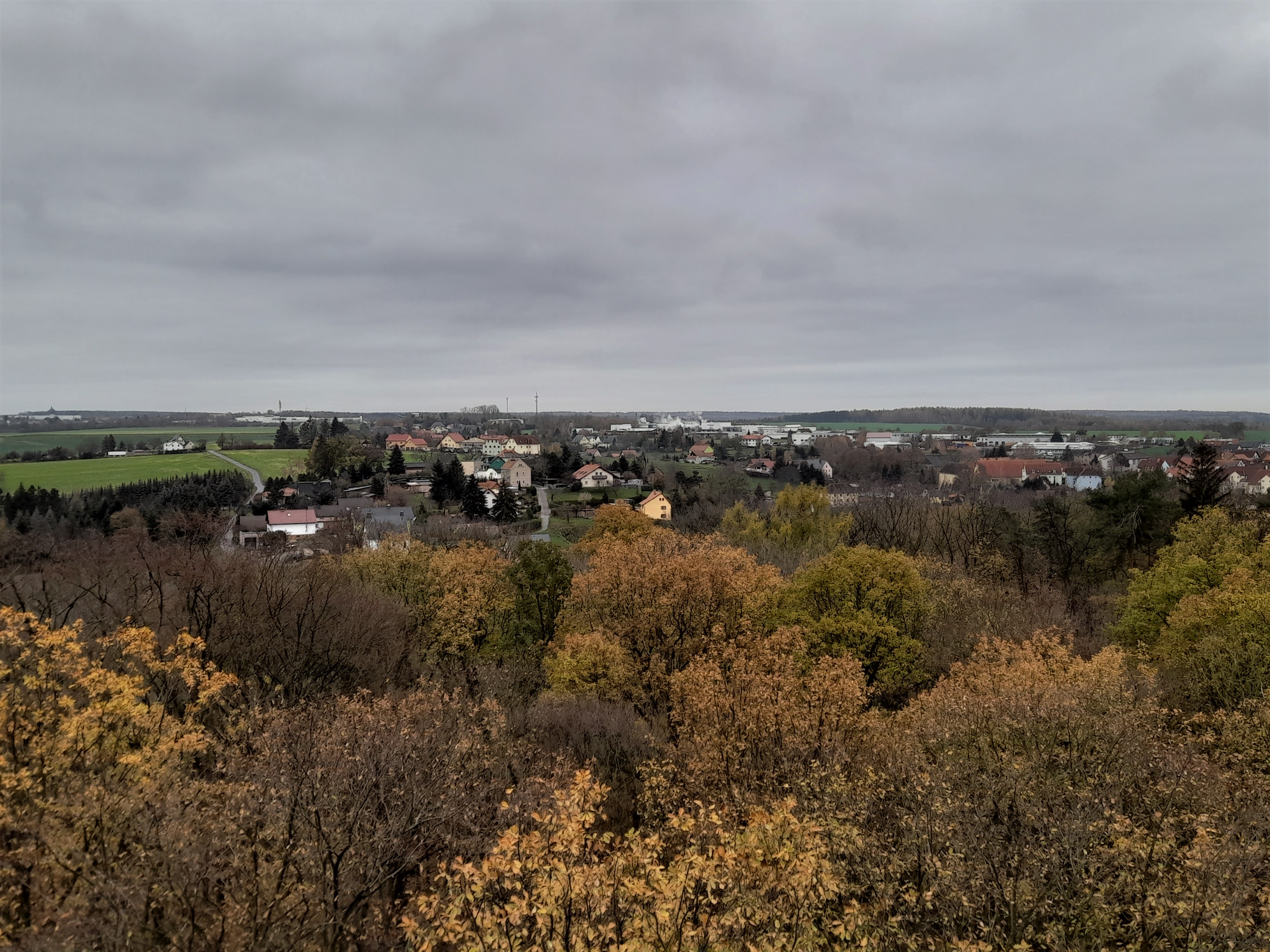
Blick vom Rodigtturm auf Augustusberg

### Geographische Lage und Verkehr
Augustusberg bildet den südwestlichsten Teil der Stadt Nossen. Der besiedelte Teil der Gemarkung befindet sich zwischen der Bundesstraße 101 im Westen und dem Tal der Freiberger Mulde im Osten, welches wie der Rodigtturm nordöstlich von Augustusberg außerhalb der Augustusberger Flur liegt. Im Norden geht der besiedelte Teil nahtlos in die Stadt Nossen über. Die Flurgrenze befindet sich bei den Straßen Zellsteig/Steinbuschstraße/Dr.-Eberle-Straße/Augustusberg (nördliches Ende)/ Siebenlehner Weg. Den Westteil der Augustusberger Gemarkung nimmt der nördliche Teil des Zellwalds ein, welcher keilförmig in das Gebiet des Landkreises Mittelsachsen hineinragt. Durch diesen führt die Trasse des heute weitgehend verkehrslosen Abschnitts Nossen–Freiberg der Bahnstrecke Nossen–Moldau. Im Süden wird die Gemarkung Augustusberg durch die Bundesautobahn 4 (E 40) begrenzt, welche gleichzeitig die Grenze zum Landkreis Mittelsachsen darstellt.

### Nachbarorte
| Zella   | Nossen                                      |        |
| Marbach | Kompassrose, die auf Nachbargemeinden zeigt | Nossen |
|         | Siebenlehn                                  |        |

## Geschichte

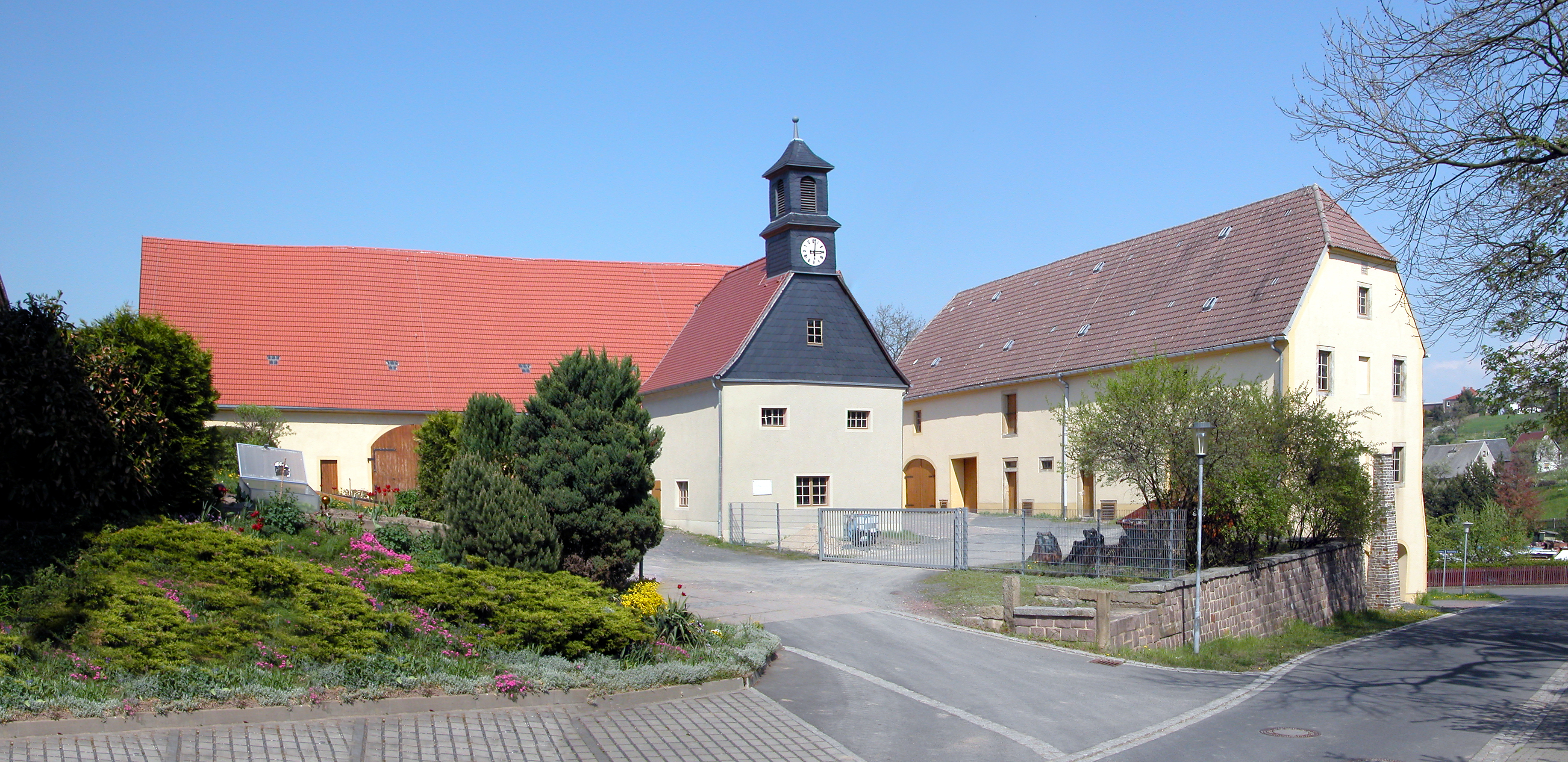
Rittergut Augustusberg

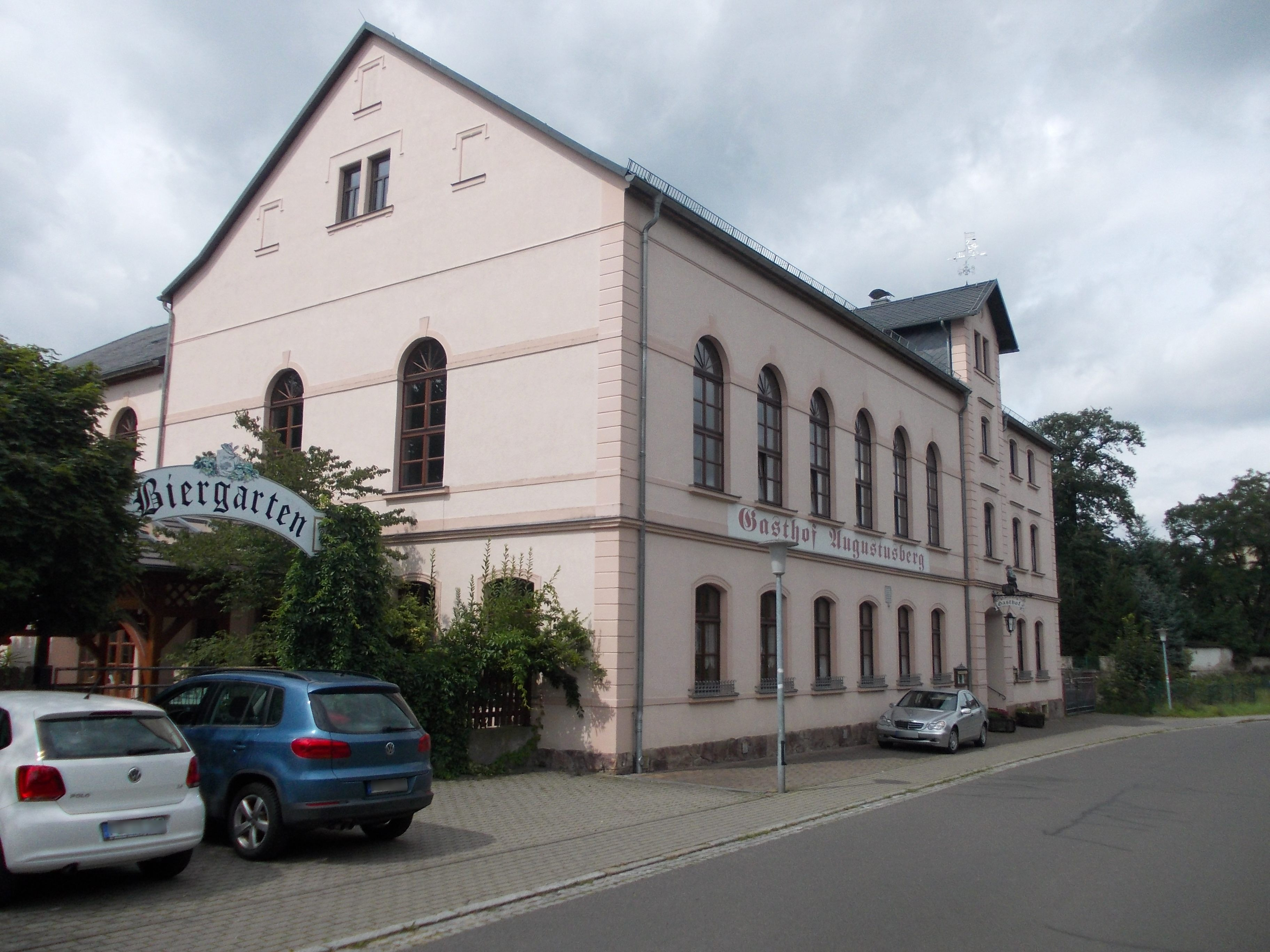
Gasthof Augustusberg

Das heutige Augustusberg wurde im Jahr 1339 erstmals urkundlich als Kesseberk erwähnt. Spätere Namensformen waren Kezeberg (1373), Kezeberg, Kesinberg (1386), Keseberg (1436), Keßbergk (1552), Käseberg (1696), Augustusberg (1705), Augustusberg od. Kaͤseberg (1791) und Augustusberg (1875). Im Ort war seit 1373 ein Rittersitz bekannt, welcher als Wirtschaftshof wie das Waldhufendorf Keseberg dem nahe gelegenen Kloster Altzella unterstand. Nach der im Zuge der Reformation erfolgten Säkularisation des Klosters Altzella im Jahr 1540 kam Keseberg in markgräflichen Besitz. Das Rittergut wurde 1541 in ein Vorwerk umgewandelt. Das Dorf Keseberg wurde Amtsdorf im neu gegründeten wettinischen Amt Nossen. Seit 1696 ist in Keseberg ein Rittergut urkundlich belegt, welches die Grundherrschaft über den Ort ausübte. Aus dem einstigen Vorwerk entwickelte sich im 17. Jahrhundert ein Schloss. Nachdem sich der sächsische Kurfürst Friedrich August I. (August der Starke) mehrfach zu Jagden auf Schloss Keseberg aufhielt, wurde der Name von Schloss und Ort im Jahr 1705 in Augustusberg geändert. In der Folgezeit waren die Familien von Klengel, von Haugwitz und von Ronow und Biberstein Besitzer des Schlosses Augustusberg. Das Herrenhaus des Schlosses wurde in der ersten Hälfte des 18. Jahrhunderts für Hans Caspar von Klengel errichtet. Im 19. Jahrhundert erfolgte die Verschüttung des Wassergrabens sowie im Jahr 1830 die Aufstockung des Herrenhauses um eine Etage. Die Grundherrschaften hießen 1696 und 1764 Käseberg-Augustusberg.
Augustusberg gehörte als Amtsdorf bis 1856 zum kursächsischen bzw. königlich-sächsischen Amt Nossen. Ab 1856 gehörte Augustusberg zum Gerichtsamt Nossen und ab 1875 zur Amtshauptmannschaft Meißen, welche 1939 in Landkreis Meißen umbenannt wurde. Kirchlich ist Augustusberg seit jeher nach Nossen gepfarrt. Die Stadt Nossen erwarb im Jahr 1910 das Schloss Augustusberg, um die zugehörigen Ländereien zur Wohnbebauung nutzen zu können.
Am 1. November 1935 erfolgte die Eingemeindung von Augustusberg nach Nossen. Als Teil der Stadt Nossen kam Augustusberg infolge der der zweiten Kreisreform in der DDR im Jahr 1952 zum Kreis Meißen im Bezirk Dresden, der ab 1990 als sächsischer Landkreis Meißen fortgeführt wurde und 2008 im Zuge der zweiten sächsischen Kreisgebietsreform zum territorial vergrößerten, neuen Landkreis Meißen kam. Das Ortsgebiet der Gemarkung Augustusberg bildet heute keinen eigenständigen Ortsteil, sondern wird zum Stadtkern von Nossen gezählt. Das Schloss Augustusberg wurde im Jahr 2003 ohne Sanierung verkauft und steht heute leer. Lediglich im Gutshof ist der Bauhof der Stadt Nossen untergebracht.
| Jahr                       | 1552                                                                        | 1764                                                                        | 1834                                                                        | 1871                                                                        | 1890                                                                        | 1910                                                                        | 1925                                                                        |
| -------------------------- | --------------------------------------------------------------------------- | --------------------------------------------------------------------------- | --------------------------------------------------------------------------- | --------------------------------------------------------------------------- | --------------------------------------------------------------------------- | --------------------------------------------------------------------------- | --------------------------------------------------------------------------- |
| Einwohner                  | 20 besessene Mann 29 Inwohner                                               | 17 besessene Mann 6 Häusler                                                 | 428                                                                         | 612                                                                         | 651                                                                         | 542                                                                         | 577                                                                         |
| zusätzliche Informationen: |                                                                             |                                                                             |                                                                             |                                                                             |                                                                             |                                                                             |                                                                             |
| 1834:                      | 2 Katholiken                                                                | 2 Katholiken                                                                | 2 Katholiken                                                                | 2 Katholiken                                                                | 2 Katholiken                                                                | 2 Katholiken                                                                | 2 Katholiken                                                                |
| 1925:                      | 535 Lutheraner, 4 Reformierte, 36 Katholiken, 12 anders- oder nichtgläubige | 535 Lutheraner, 4 Reformierte, 36 Katholiken, 12 anders- oder nichtgläubige | 535 Lutheraner, 4 Reformierte, 36 Katholiken, 12 anders- oder nichtgläubige | 535 Lutheraner, 4 Reformierte, 36 Katholiken, 12 anders- oder nichtgläubige | 535 Lutheraner, 4 Reformierte, 36 Katholiken, 12 anders- oder nichtgläubige | 535 Lutheraner, 4 Reformierte, 36 Katholiken, 12 anders- oder nichtgläubige | 535 Lutheraner, 4 Reformierte, 36 Katholiken, 12 anders- oder nichtgläubige |